# Txaga
|  | No s'ha de confondre amb Txaga (bolet). |

Txaga (alternativament Chaka, Chagha, Chuke, Čeke, i altres, en búlgar Чака, en grec Tzakas) fou kan de la primera Horda de Nogai, fill i successor del seu pare Nogai Noyan.
Després de la derrota i mort del seu pare l'Horda va perdre considerable poder. Va esclatar la guerra entre Txaga i el seu germà Teke (d'una mare diferent) i l'altre germà Buri (d'un altra mare). Les mares van intentar convèncer a Txaga de fer la pau amb Toktu Khan de l'Horda d'Or (Toqtaï) el que va enfurismar a Txaga que va fer matar Teke i la seva mare i a la mare de Buri; això li va costar el suport de part de l'Horda que sota la direcció de Taz, casat amb una germana de Txaga (anomenada Togulja), i del general Tunguz, es van separar i van fer incursions a Bulgària i Rússia; van planejar capturar a Txaga, però aquest va escapar amb 150 homes cap al país d'As (Riu Kuban) on tenia deu mil homes acampats (probablement alans que anys enrere s'havien sotmès a Nogai Noyan); el campament fou atacat per Tunguz i Taz, però les tropes de Txaga s'anaven incrementant i finalment les va poder reunir i marxar contra els dos atacants als que va derrotar. Els vençuts van demanar ajut a Toktu que va enviar al seu germà Buzluk amb un contingent.
Txaga, en inferioritat de condicions, va fugir a Bulgària, a les terres del seu cunyat el príncep Osphentisthlabos. A Bulgària el rei Jordi Terter havia estat enderrocat un temps abans (1292) per Nogai Noyan i substituït per Smilets que havia mort el 1298 i l'havia succeït el seu fill Ivan II de Bulgària. Com que Txaga estava casat amb la filla de Jordi Terter, tenia alguns drets al tron i va entrar al país sense gaire oposició dels regents i es va apoderar de Tirnovo on va posar al germà de la seva dona, Osphentisthlabus (Sairuja segons Nuwayri, Teodor Svetoslav a les fonts gregues) al tron, si bé moltes fonts asseguren que va assolir el tron per a si mateix. L'exèrcit de Toktu o Tokhta Khan (Toqtaï) de l'Horda d'Or va entrar en la seva persecució a Bulgària i va assetjar Tirnovo (Tărnovo). Teodor Svetoslav, tant si era rei titular sense poder, com si era una figura de la cort, va organitzar un complot en el qual Txaga fou enderrocat i estrangulat a la presó el 1300, suposadament per uns jueus que exercien habitualment de sicaris. El seu cap fou enviat al kan de l'Horda d'Or que a canvi va reconèixer a Teodor com tsar de Bulgària. El patriarca Joaquim, sospitós de donar suport a Txaga, fou també executat.
El feu de Nogai Noyan fou repartit per Toktu entre la seva pròpia família. El seu germà Sarai Bugha va rebre la part més important; una part petita se li va donar a Buri o Turi l'únic fill de Nogai que encara era viu i que era gendre del Il-Khan Abaqa. Quan poc després Buri va convèncer a Sarai Bugha per revoltar-se i els dos homes van demanar suport a Buzluk, germà de Toktu, aquest va revelar la conspiració i Buri i Sarai Bugha foren executats, i la part de Sarai Bugha fou entregada al mateix fill de Toktu.
A la mort de Buri, Kara Kijik, fill de Txaga, amb dos parents de nom Jerek Timur i Baltatlu amb 3000 seguidors, van fugir al territori de Shemshemen i es van aturar a un lloc anomenat Badul, prop del Gueuk, sent ben rebuts per Shemshemen, i establint-se a les seves terres des de les quals van fer incursions a les terres de Toktu la resta de la seva vida. Aquestes terres de Shemshemen han estat identificades com l'estepa darrera del Jaik (riu Ural) del qual el nom Gueuk seria una simple deformació.